# Tênis de mesa nos Jogos Pan-Americanos de 2003
O tênis de mesa nos Jogos Pan-Americanos de 2003 foi realizado de 7 a 13 de agosto, no Centro de Tênis de Mesa. Os vencedores do torneio garantiram uma vaga para as Olimpíadas 2004.

## Individual
| Games                         | Ouro          | Prata                 | Bronze                |
| ----------------------------- | ------------- | --------------------- | --------------------- |
| Individual masculino detalhes | Lin Ju (DOM)  | Thiago Monteiro (BRA) | Hugo Hoyama (BRA)     |
| Individual masculino detalhes | Lin Ju (DOM)  | Thiago Monteiro (BRA) | Liu Song (ARG)        |
| Individual feminino detalhes  | Gao Jun (USA) | Wu Xue (DOM)          | Tawny Banh (USA)      |
| Individual feminino detalhes  | Gao Jun (USA) | Wu Xue (DOM)          | Berta Rodríguez (CHI) |

## Duplas
| Games                      | Ouro                                    | Prata                                  | Bronze                                        |
| -------------------------- | --------------------------------------- | -------------------------------------- | --------------------------------------------- |
| Duplas masculinas detalhes | BRA Brasil Hugo Hoyama Thiago Monteiro  | BRA Brasil Gustavo Tsuboi Anjos Bruno  | DOM República Dominicana Lin Ju Roberto Brito |
| Duplas masculinas detalhes | BRA Brasil Hugo Hoyama Thiago Monteiro  | BRA Brasil Gustavo Tsuboi Anjos Bruno  | ARG Argentina Liu Song Pablo Tabachnik        |
| Duplas femininas detalhes  | USA Estados Unidos Gao Jun Jasna Fazlić | USA Estados Unidos Lily Yip Tawny Banh | VEN Venezuela Fabiola Ramos Luisana Pérez     |
| Duplas femininas detalhes  | USA Estados Unidos Gao Jun Jasna Fazlić | USA Estados Unidos Lily Yip Tawny Banh | DOM República Dominicana Wu Xue Olga Vila     |